# Tràgul d'Indonèsia gros
El tràgul d'Indonèsia gros (Tragulus napu), també conegut com a napu, és una espècie d'artiodàctil de la família dels tragúlids. Viu a Brunei, Cambodja, Indonèsia, Malàisia, Myanmar, Tailàndia i el Vietnam. Els seus hàbitats naturals són els boscos humits de plana tropicals o subtropicals.